# 中积云
中积云（学名：Cumulus mediocris，缩写： Cu med )，是积云的一种。中积云垂直延伸处于淡积云与浓积云间，云顶有较小的隆起或芽状结构。淡积云通常不会带来降水，但其也可能发展成会产生降水甚至强降水的浓积云及积雨云。